# Faith (álbum de George Michael)
Faith es el primer álbum de estudio en solitario del cantante británico George Michael, publicado el 30 de octubre de 1987 por las compañías Epic y Columbia Records. Michael, coescribió y coprodujo todas las canciones. La obra está compuesta por un balance de varios géneros musicales, entre ellos: soul, funk, rock y pop. Las grabaciones se realizaron entre agosto de 1986 y septiembre de 1987 en los estudios de Sam West de Londres y Puk Studios de Dinamarca.
«Faith» logró alcanzar la posición número #1 en la lista del Billboard Hot 100 y fue el primer álbum en solitario de un artista "blanco" en alcanzar el número 1 en las listas de rhythm and bluestanto en sungle como en lp. Ganó el premio Grammy al álbum del año en la 31°. edición anual de los Premios Grammy en 1989.

Faith ha mantenido su notoriedad con el paso del tiempo. Alcanzó el puesto 79 en una encuesta realizada por el canal de televisión británico Channel 4, para determinar los 100 mejores álbumes de la historia, también alcanzó el puesto número 481 en la lista de los 500 mejores álbumes de la revista Rolling Stone. El disco ha vendido más de 80 millones de copias, siendo el más vendido en la carrera de Michael.

## Antecedentes
George Michael se separó de su compañero de banda Andrew Ridgeley, disolviendo así al popular dúo Whamǃ, en agosto de 1986. Los motivos de la separación fueron las ambiciones de Michael de ser un artista en solitario y su sentimiento de estar quedando relegada su propia identidad como artista a la imagen de un artista pop.

### Grabación
Michael se asoció con el productor Chris Porter y empezaron a grabar el álbum en los Estudios Puk de Copenhague, propiedad del miembro de Good Earth, Andy Munro. Para el álbum, Michael usó los sintetizadores Synclavier y Akai, la caja de ritmos LinnDrum y un ordenador Apple G2.
En enero de 1987, Michael se asoció con Aretha Franklin para lanzar el exitoso sencillo I Knew You Were Waiting (For Me), el cual se considera el primer trabajo de Michael como solista y que llegó al número 1 en las listas.
Luego de tomarse un descanso, luego de grabar todas las letras de las canciones y de terminar la canción hómonima del álbum y segundo sencillo del álbum, Michael y Porter se trasladaron a los estudios Sarm West de Londres, propiedad de Trevor Horn, donde el álbum fue completado.

### Portada
La imagen de cubierta del álbum muestra a Michael con una chaqueta de cuero negra, estirando un extremo con su brazo izquierdo y cubriéndose el torso desnudo con la mano derecha sujetando otra parte de la misma chaqueta.
Se puede apreciar también que de su oreja izquierda cuelga un pendiente en forma de cruz. Adicionalmente a ésta símbolo religioso, en la parte inferior izquierda, debajo del nombre del álbum y del artista aparecen 5 símbolosː una cruz (cristianismo), una estrella de David (judaísmo), y un corazón atravesado por una flecha. Los otros dos símbolos se asemejan a una notación musical y a un carácter en chino mandarín, respectivamente.

## Promoción
Sencillos
El primer sencillo extraído del disco es «I Want Your Sex», publicado a finales de mayo de 1987 en Estados Unidos y a principios de junio en Reino Unido. Fue utilizado para la banda sonora de Beverly Hills Cop II. El tema recibió críticas negativas, debido a su letra sugestiva. La BBC prohibió la canción en las emisoras y canales musicales de la época, a raíz de su contenido sexual. Sin embargo; esa fama le dio al sencillo impulso y MTV acogió el vídeo de la canción en su contenido.
El 12 de octubre de 1987 se publicó «Faith» como segundo sencillo. Obtuvo críticas positivas. Se convirtió en un éxito mundial, obteniendo la posición número uno en la lista del Billboard Hot 100 durante cuatro semanas. Según la revista Rolling Stone, «Faith» fue la canción más vendida de Estados Unidos en 1988. El vídeo musical muestra a Michael usando chaquetas negras de cuero, cabello espeso y barba, lentes oscuros y botas de motociclista. Su cambio de imagen también le permitió ser tomado en serio como artista, ya que cargaba con el estigma de ser un artista pop más y sin ninguna credibilidad.
Los sencillos Faith, Father Figure, One More Try y Monkey, llegaron al n. 1 en ambos lados del Atlántico, sin embargo, la censura de la que fue objeto I Want Your Sex, no le permitió llegar al primer lugar. En cuanto a Faith, fue el sencillo más importante en los Estados Unidos durante 1988.
El álbum alcanzó el primer lugar en el Billboard 200 de EE. UU. 25 semanas después de su lanzamiento y permaneció en esa posición por 12 semanas consecutivas. Michael logró también ser el primer artista blanco y solista en alcanzar el número uno de la Billboard Top Black Albums. Junto a su sencillo homónimo, el álbum le dio a Michael la marca de ser el primer artista en tener un álbum no. 1 y un sencillo n.1 en el mismo año y con el mismo nombre, después de Simon & Garfunkel con el álbum y el sencillo Bridge Over Trouble Water, en 1970.
Otro hito que alcanzó Michael fue el de ser el primer artista en alcanzar la cima de las listas como artista solitario desde Bella Donna de Stevie Nicks, en 1981.

## Recepción
El álbum no recibió inicialmente la atención de la que gozaría después, ya que por esos días U2 y su álbum The Joshua Tree dominaban el mercado musical
Sin embargo, gracias a sus exitosos sencillos el álbum logró un lugar de respeto entre la crítica y gozó de amplio éxito comercial. Además, el hábil cambio de imagen de Michael, de joven dulce y divertido a un hombre sexualizado y de aspecto agresivo fueron determinantes para el éxito del álbum.
La Revista Rolling Stone lo calificó con cuatro estrellas y le dio a George Michael el apodo de el Elton John de los 80. El éxito crítico y comercial del álbum le permitió a Michael convertirse en una superestrella de la música y un ícono pop.
El disco fue un éxito comercial. A la fecha el álbum ha vendido más de 20 millones de copias.

## Logros y reconocimientos
| Año  | Trabajo nominado                                 | Premio                            | Resultado |
| ---- | ------------------------------------------------ | --------------------------------- | --------- |
| 1989 | Faith (performed and produced by George Michael) | Album of the Year                 | Ganador   |
| 1989 | "Father Figure" (performed by George Michael)    | Best Pop Vocal Performance – Male | Nominado  |

### American Music Awards
| Year | Nominee / work | Award                         | Resultado |
| ---- | -------------- | ----------------------------- | --------- |
| 1989 | Faith          | Favorite Soul/R&B Album       | Ganador   |
| 1989 | Faith          | Favorite Pop/Rock Album       | Nominado  |
| 1989 | George Michael | Favorite Soul/R&B Male Artist | Ganador   |
| 1989 | George Michael | Favorite Pop/Rock Male Artist | Ganador   |

### MTV Video Music Awards
| Year | Nominee / work                                               | Award                          | Resultado |
| ---- | ------------------------------------------------------------ | ------------------------------ | --------- |
| 1988 | "Father Figure" (Directors: Andy Morahan and George Michael) | Best Direction in a Video      | Ganador   |
| 1988 | "Father Figure" (Director of Photography: Peter Mackay)      | Best Cinematography in a Video | Nominado  |
| 1988 | "Faith" (Art Director: Bryan Jones)                          | Best Art Direction in a Video  | Nominado  |
| 1989 | George Michael                                               | Video Vanguard Award           | Ganador   |

### Brit Awards
| Año  | Trabajo nominado | Award                    | Resultado |
| ---- | ---------------- | ------------------------ | --------- |
| 1988 | Faith            | Best British Album       | Nominado  |
| 1988 | George Michael   | Best British Male Artist | Ganador   |

### Ivor Novello Awards
| Año  | Nominee / work | Award                         | Resultado |
| ---- | -------------- | ----------------------------- | --------- |
| 1989 | Faith          | International Hit of the Year | Ganador   |

### Japan Gold Disc Awards
| Year | Nominee / work | Award                                             | Result  |
| ---- | -------------- | ------------------------------------------------- | ------- |
| 1988 | Faith          | The Best International Pop Solo Album of the Year | Ganador |

## Legado
Faith Fue incluido en la lista de los 500 Mejores Álbumes de Todos los Tiempos de la Rolling Stone, ocupando el puesto n. 472. También esta en el libro 1001 Álbumes que debes oír antes de morir.

## Lista de canciones
Todas las letras escritas por George Michael except where noted, toda la música compuesta por George Michael. 
| Side one |                                 |          |  |
| N.º      | Título                          | Duración |  |
| 1.       | «Faith»                         | 3:16     |  |
| 2.       | «Father Figure»                 | 5:36     |  |
| 3.       | «I Want Your Sex» (Parts 1 & 2) | 9:17     |  |
| 4.       | «One More Try»                  | 5:50     |  |

### Lado B
| Side two |                      |          |  |
| N.º      | Título               | Duración |  |
| 5.       | «Hard Day»           | 4:48     |  |
| 6.       | «Hand to Mouth»      | 4:36     |  |
| 7.       | «Look at Your Hands» | 4:37     |  |
| 8.       | «Monkey»             | 5:06     |  |
| 9.       | «Kissing a Fool»     | 4:35     |  |

### Bonus tracks
| CD and cassette bonus tracks |                                           |          |  |
| N.º                          | Título                                    | Duración |  |
| 10.                          | «Hard Day» (Shep Pettibone Remix)         | 6:29     |  |
| 11.                          | «A Last Request (I Want Your Sex Part 3)» | 3:48     |  |

## Posicionamiento en listas
Semanales
| Año  | Conteo                      | Posición |
| ---- | --------------------------- | -------- |
| 1987 | UK Albums Chart             | 1        |
| 1987 | U.S. Billboard 200          | 1        |
| 1987 | U.S. Top R&B/Hip-Hop Albums | 1        |
| 1988 | España Afyve                | 1        |

## Certificaciones y ventas
| País           | Certificación | Ventas/compras |
| -------------- | ------------- | -------------- |
| Australia      | 5x Platino    | 350,000+       |
| Canadá         | Diamante      | 1,000,000+     |
| Reino Unido    | 5x Platino    | 1,500,000+     |
| Estados Unidos | Diamante      | 10,000,000     |

## Sencillos
1. "I Want Your Sex": 1 de junio de 1987 (US #2)
2. "Faith": 6 de julio de 1987 (US #1)
3. "Hard Day": 31 de julio de 1987
4. "Father Figure": 5 de octubre de 1987 (US #1)
5. "One More Try": 11 de abril de 1988 (US #1)
6. "Monkey": 30 de mayo de1988 (US #1)
7. "Kissing a Fool": 3 de octubre de 1988 (US #5)